# Plac Stu Straconych w Zgierzu
Plac Stu Straconych (dawniej: Plac Stodół oraz Plac Stu Poległych, również: Miejsce Pamięci Zgierzan) – plac zlokalizowany na osiedlu Przybyłów w Zgierzu, w województwie łódzkim. Pełni rolę miejsca pamięci narodowej. Obiekt wpisany do Ewidencji zabytków i cmentarzy Gminy Miasto Zgierz.

## Historia
Obszar obecnego Placu Stu Straconych znalazł się w pierwotnych granicach miasta Zgierza uformowanych w latach 20. XIX w. Jego zabudowę stanowiły budynki gospodarcze, stąd zwyczajowa nazwa: Plac Stodół. W okresie międzywojennym na placu znajdowały się jedynie dwie stodoły, a pozostały teren był użytkowany jako wysypisko śmieci.  
20 marca 1942 r. na placu odbyła się masowa egzekucja, tzw. Zbrodnia Zgierska, podczas której rozstrzelano stu Polaków w odwecie za zabicie dwóch oficerów gestapo. Miejsce (teren wysypiska śmieci) zostało wybrane w celu dodatkowego upokorzenia ofiar.
W marcu 1945 r. dzięki staraniom Tymczasowego Rządu Miejskiego w Zgierzu ustawiono prowizoryczny pomnik ku czci ofiar zbrodni zgierskiej, na którym umieszczono napis: 

Tu, na oczach wielotysięcznego tłumu siłą spędzonej ludności polskiej i w obecności licznych delegacji niemieckich dnia 20 marca 1942 roku pluton egzekucyjny rozstrzelił 100 Polaków. Niech cieniom męczenników użyczona będzie świadomość, że nie zginęli na próżno, niech śmierć ich będzie nie tylko przestrogą, ale podnietą do pracy dla wolnej Ojczyzny

W latach 50. został on zastąpiony betonowym pomnikiem w kształcie iglicy. 28 września 1969 r. odsłonięto obecnie istniejący Pomnik Stu Straconych. Autorem rzeźby jest Antoni Biłas. W okresie PRL plac nie został zagospodarowany i pełnił funkcję miejsca pamięci o egzekucji. Kilkakrotnie przechodził remonty i przebudowy.

## Współczesność
W 2001 r. powstała koncepcja utworzenia „Miejsca Pamięci Zgierzan” w północnej części Placu Stu Straconych, skutkiem czego plac stał się miejscem pamięci o różnych wydarzeniach historycznych, w których uczestniczyli mieszkańcy Zgierza. Na placu znajdują się trzy tablice upamiętniające:
- ofiary zbrodni zgierskiej
- poległych i pomordowanych w czasie II wojny światowej
- 36 zgierzan – oficerów Wojska Polskiego oraz funkcjonariusz Policji Państwowej – jeńców wojennych zamordowanych przez wojska sowieckie w Katyniu, Charkowie i Twerze (1940).

W 2018 r. na placu ustawiono Ławeczkę Niepodległości – instalację upamiętniającą odzyskanie niepodległości przez Polskę. 
W 2022 r. odsłonięto mural upamiętniający ofiary zbrodni zgierskiej na widocznej z placu ścianie Szkoły Podstawowej nr 1

## Galeria

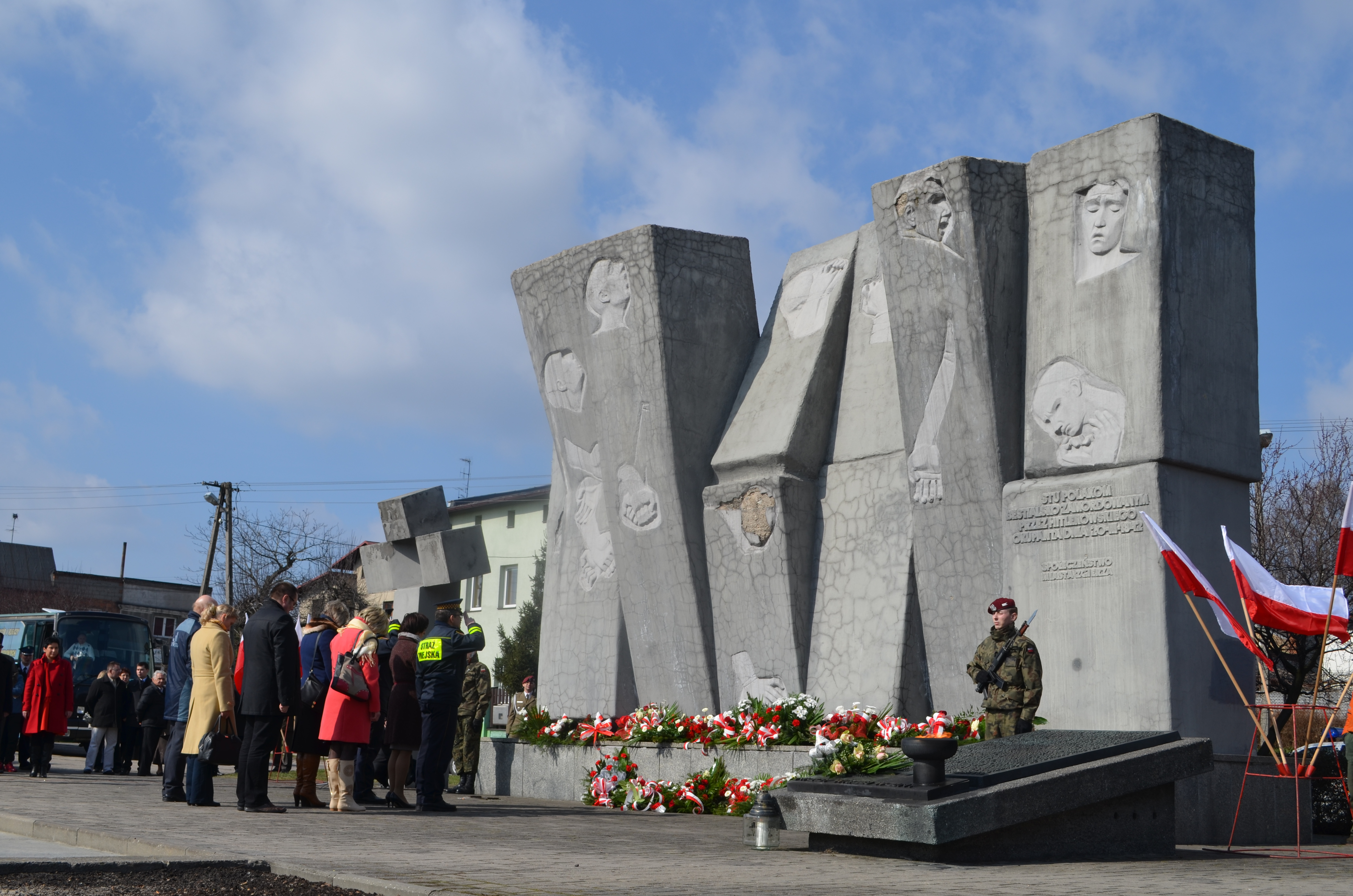
Uroczystości rocznicowe na Placu Stu Straconych (2014)
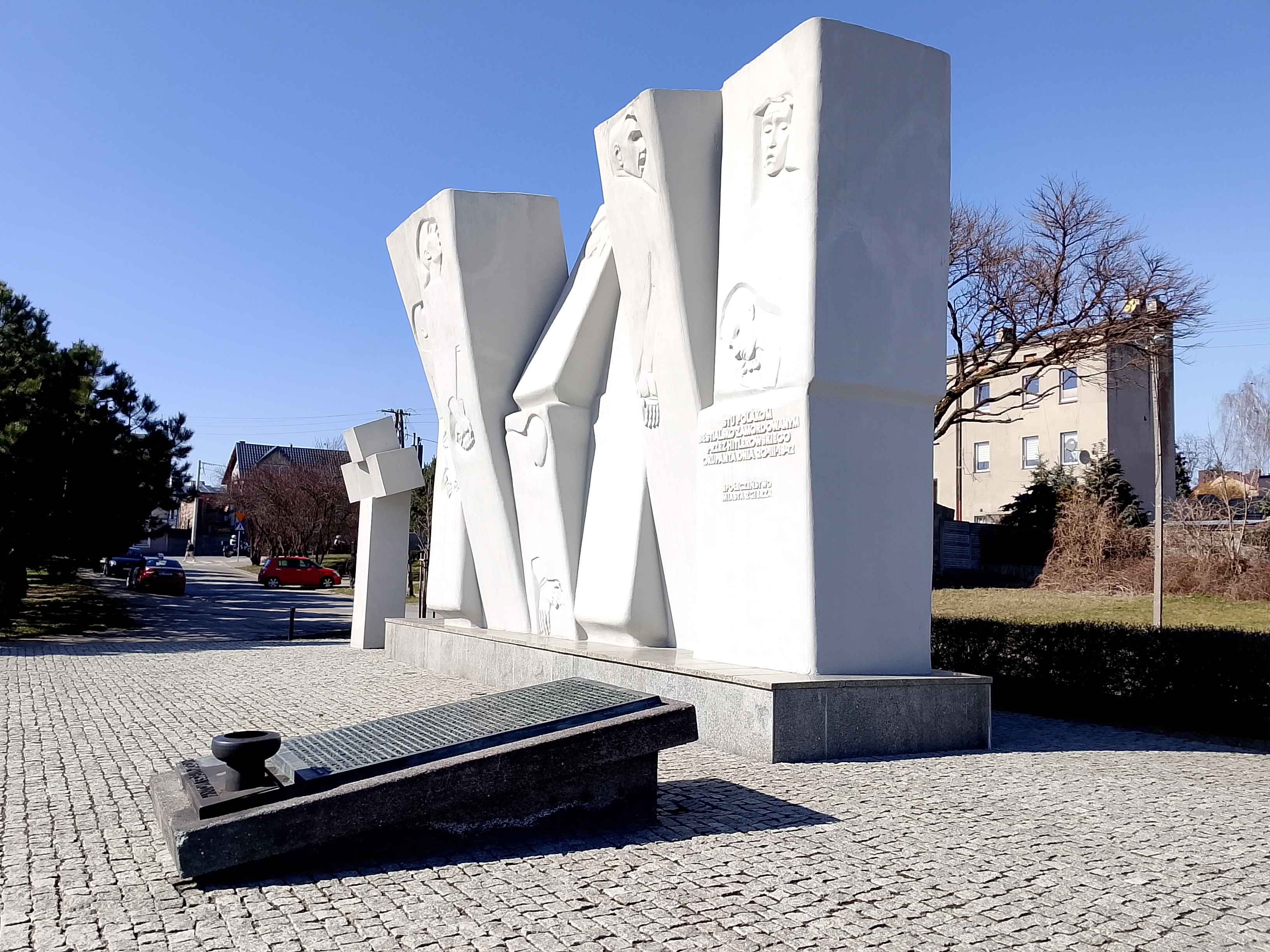
Pomnik Stu Straconych w 2025 r.
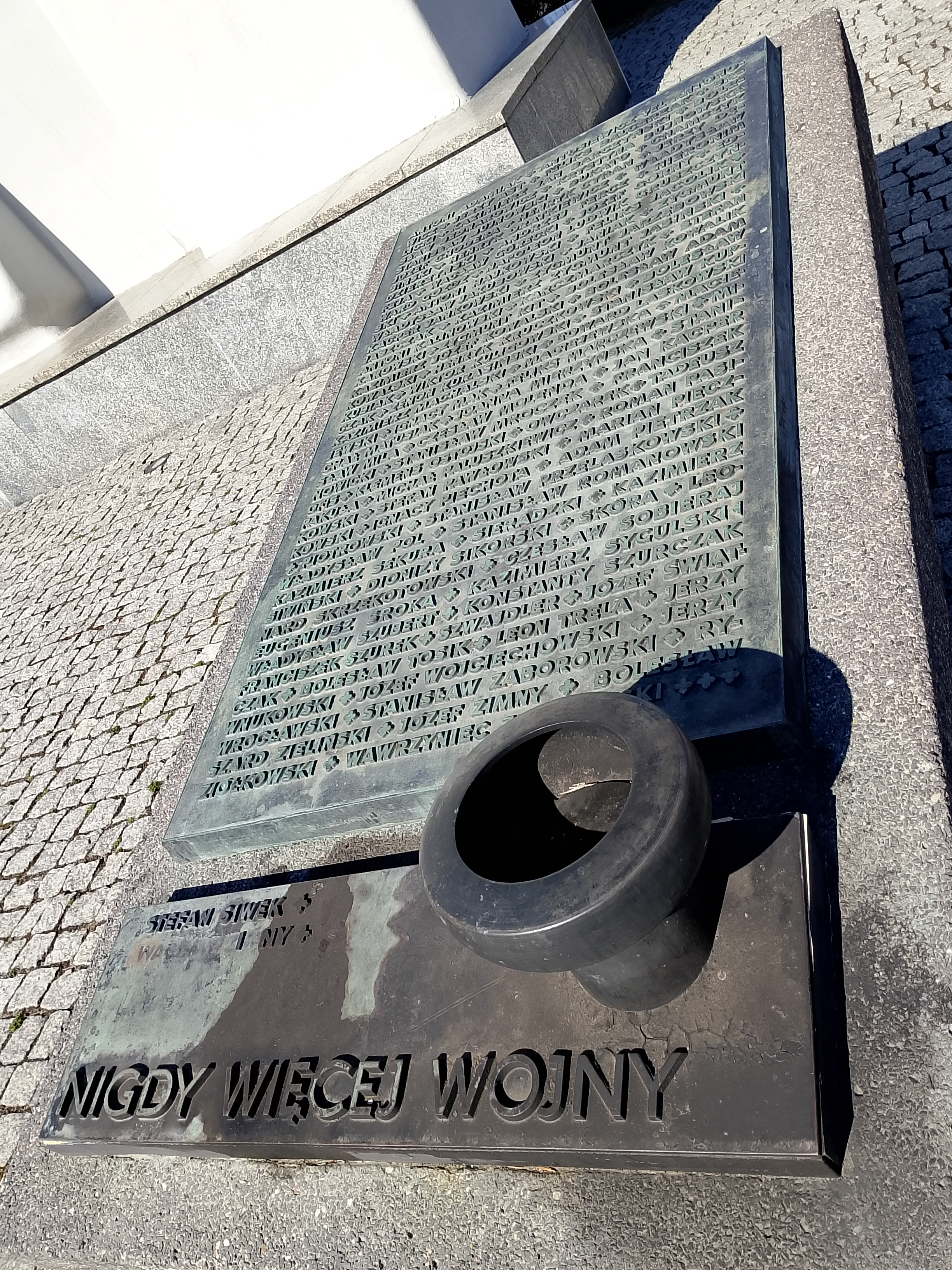
Tablica z nazwiskami ofiar zbrodni zgierskiej.
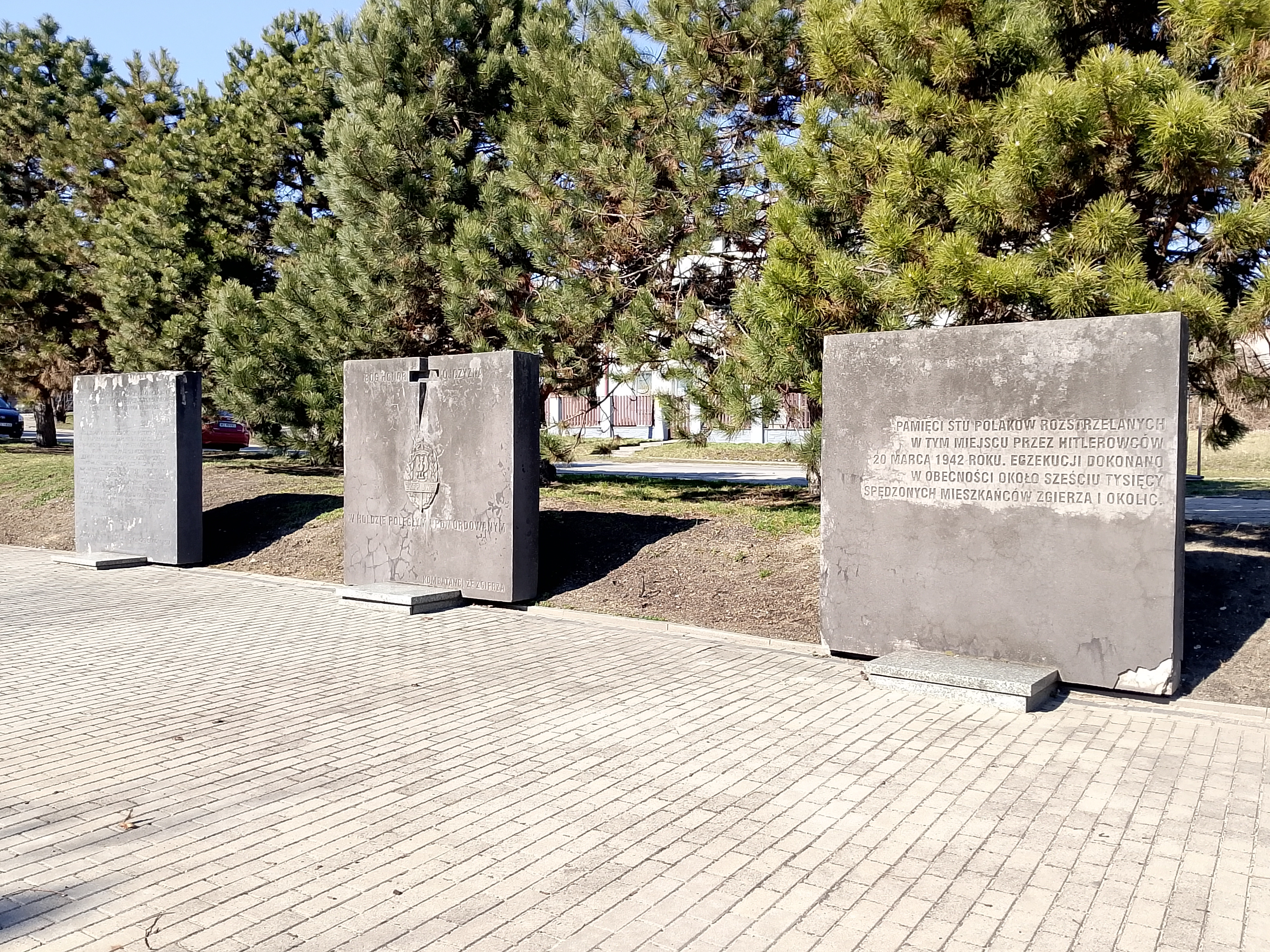
Tablice pamiątkowe
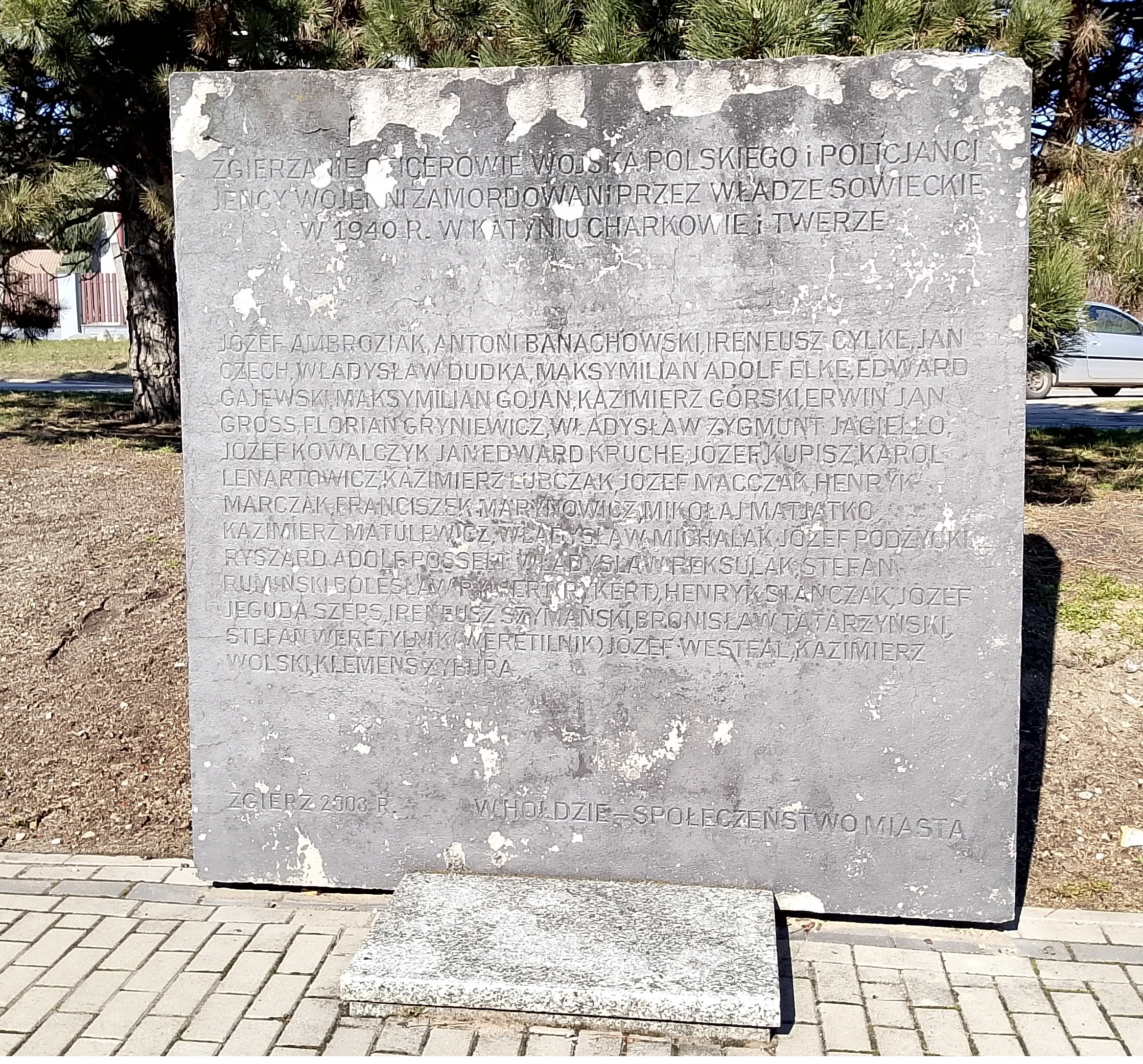
Tablica ku czci jeńców zamordowanych w Katyniu, Charkowie i Twerze (1940)
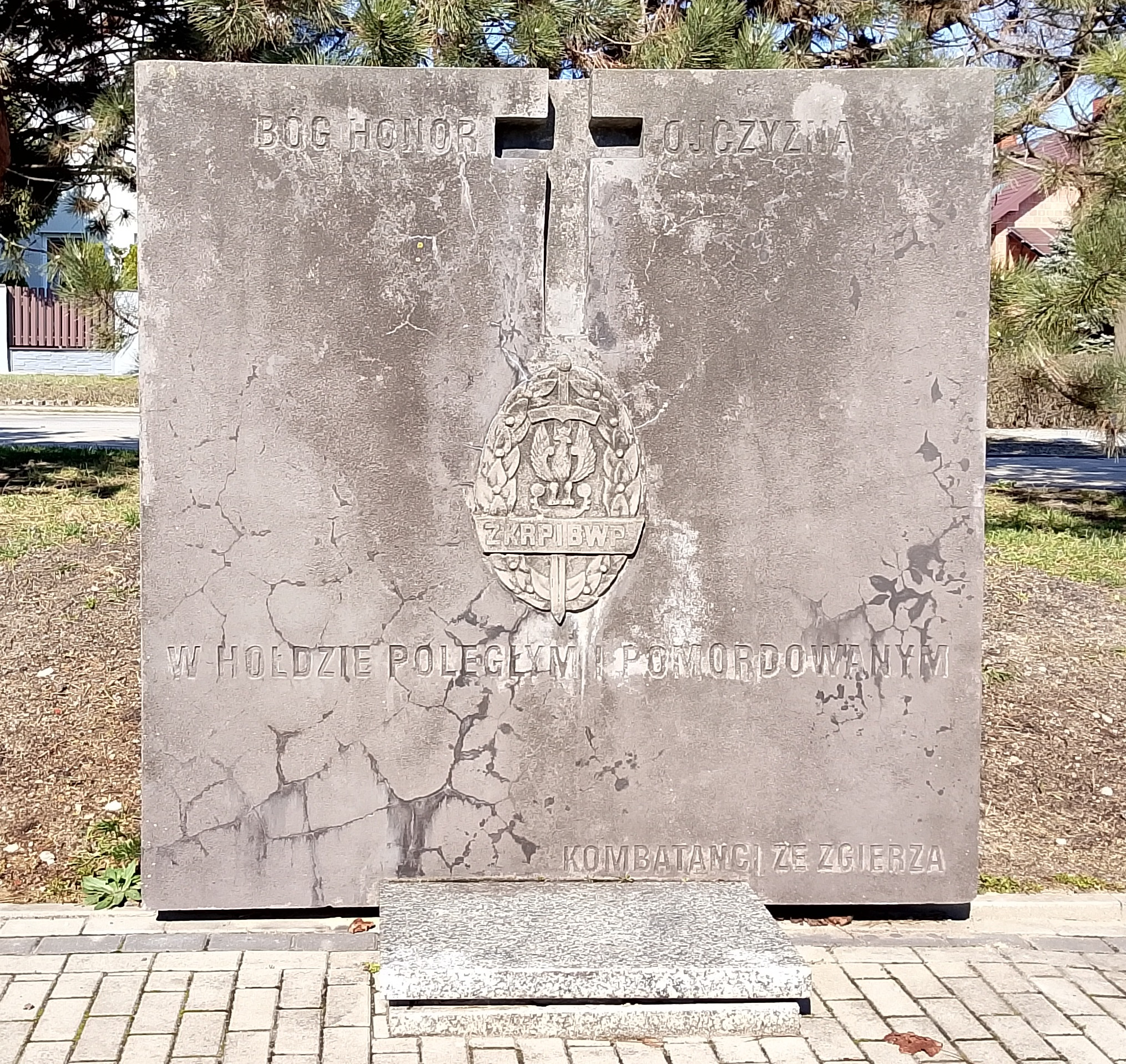
Tablica kombatantów
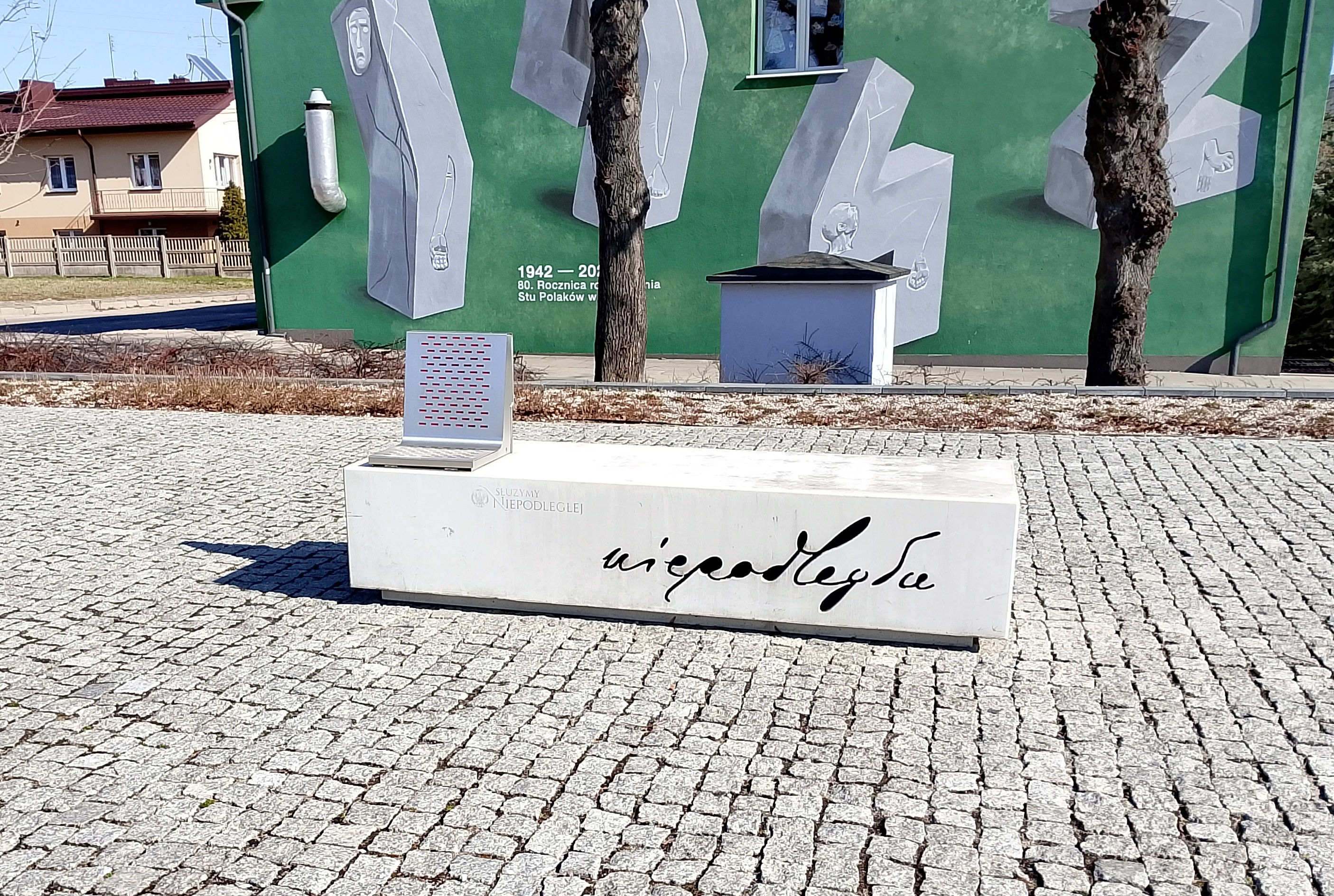
Ławeczka Niepodległości.
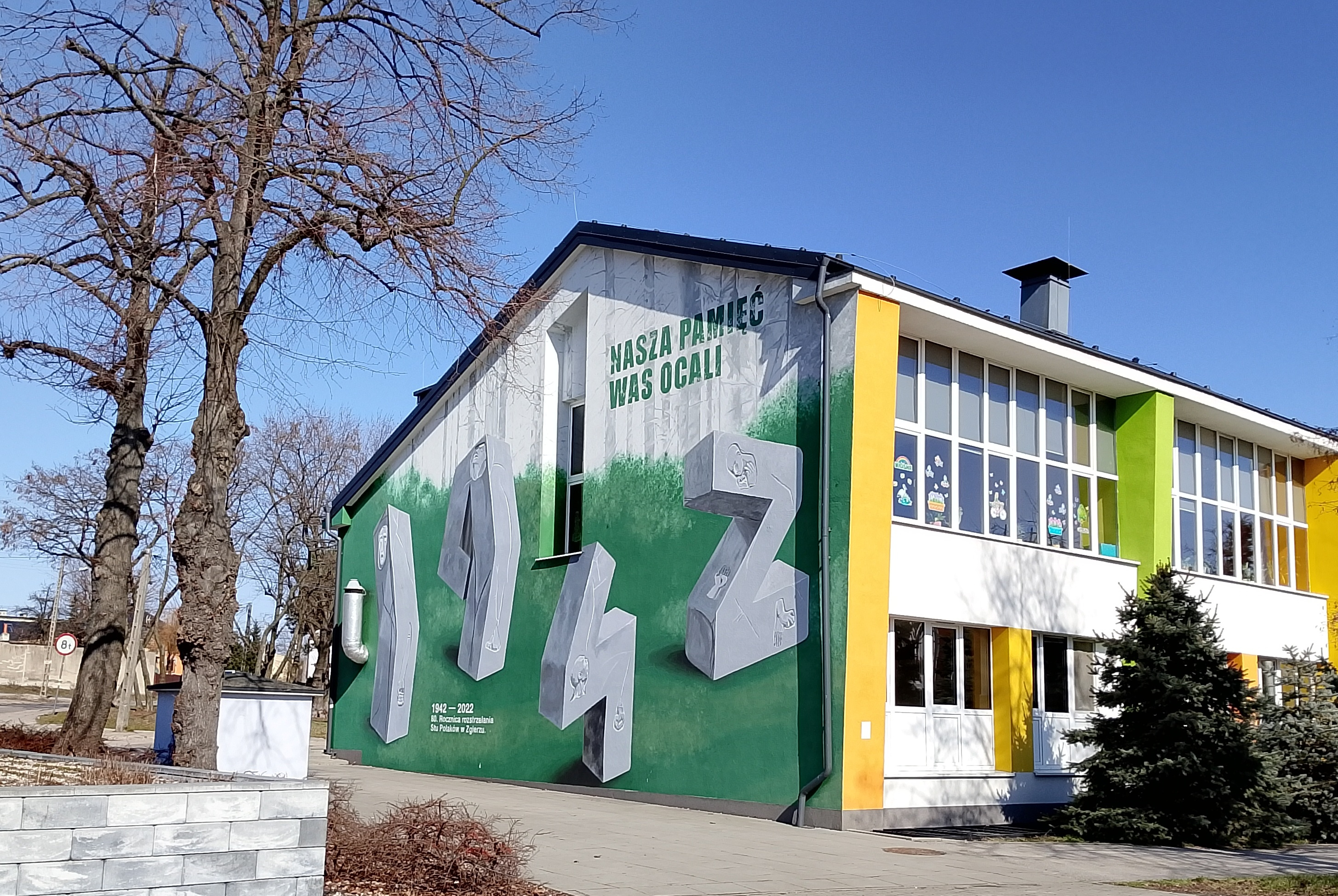
Mural odsłonięty w 2022 r.